# Markthalle (Angoulême)

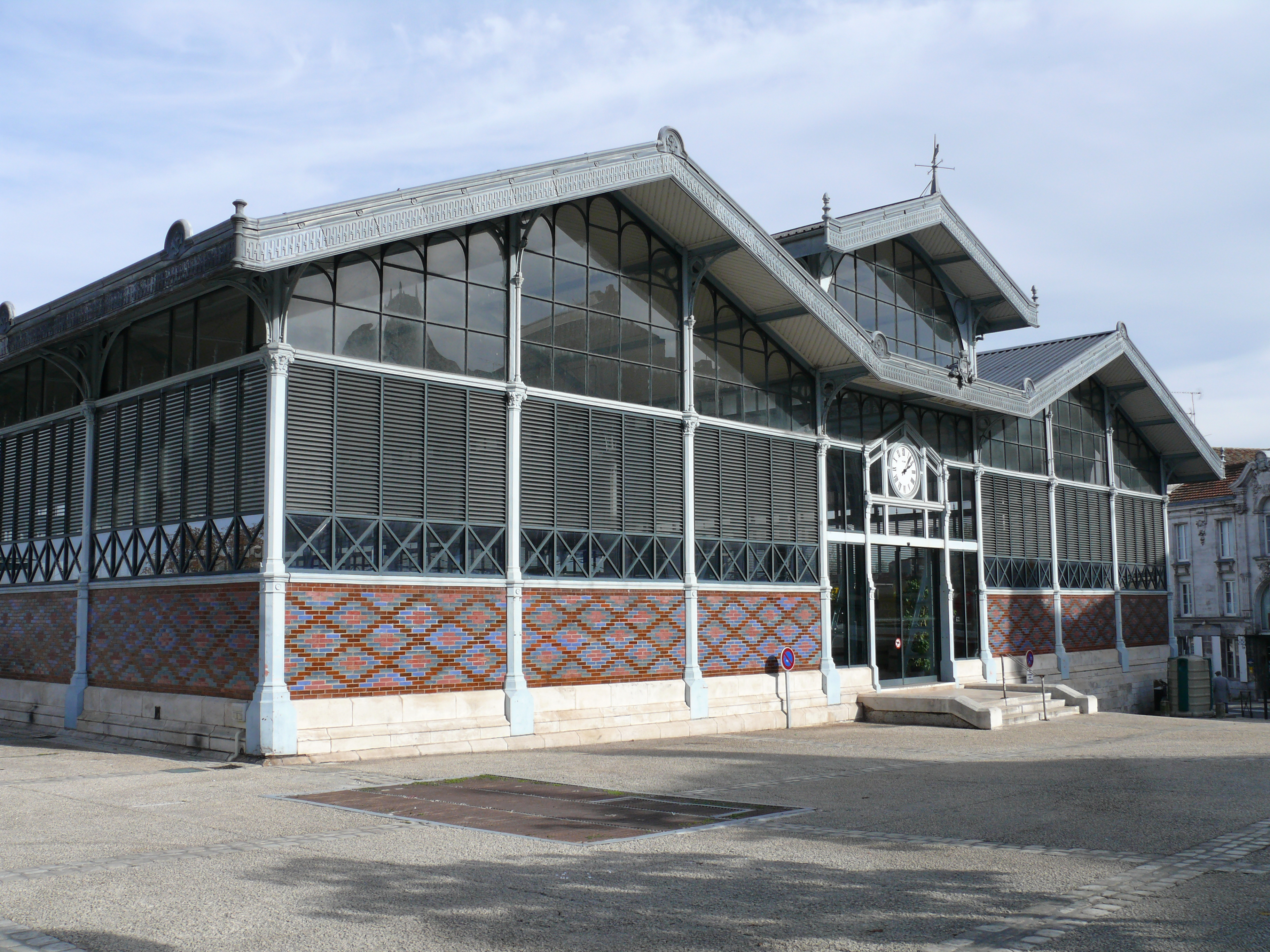
Markthalle in Angoulême

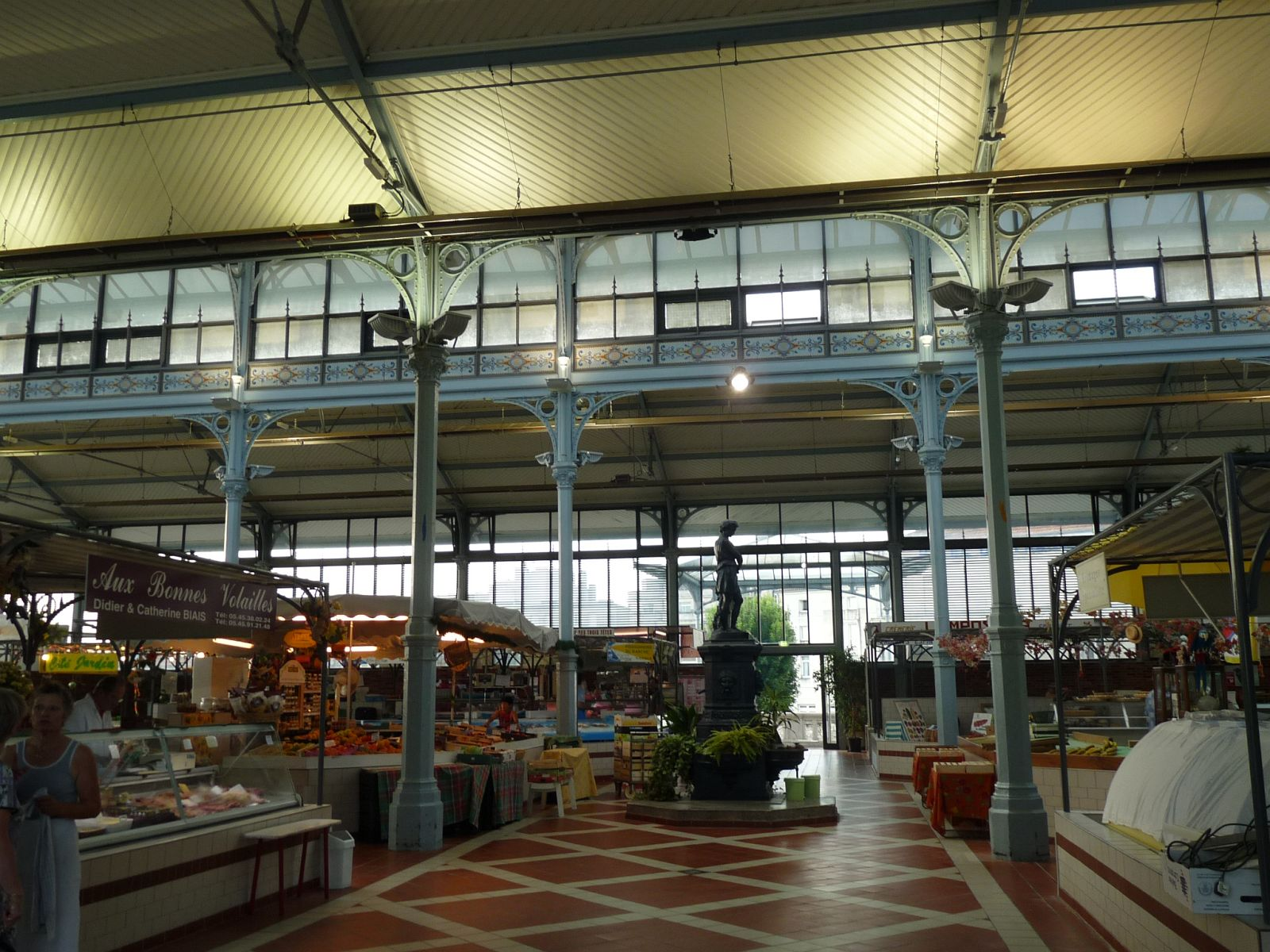
Innenansicht

Die Markthalle in Angoulême, einer französischen Stadt im Département Charente in der Region Nouvelle-Aquitaine, wurde 1886 errichtet. Die Markthalle am Boulevard Pasteur steht seit 1993 als Monument historique auf der Liste der Baudenkmäler in Frankreich.
Die Markthalle wurde nach Plänen des Architekten Edouard Varin erbaut. Sie besteht aus zwei rechteckigen Baukörpern mit überdachten Eingängen an den Längsseiten. Die Stahlkonstruktion mit Gusseisenpfeilern, auf einem Kellergeschoss stehend, trägt das Glasdach. Lediglich der Haupteingang ist aus Haustein mit dekorativen Elementen geschaffen. Im gebrochenen Rundgiebel über dem Portal befindet sich eine Uhr.